# Gornja Mutnica
Gornja Mutnica (cyr. Горња Мутница) – wieś w Serbii, w okręgu pomorawskim, w gminie Paraćin. W 2011 roku liczyła 606 mieszkańców.